# Orde van Druk Jong Thuksey

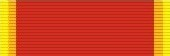
Lint van de Koninklijke Orde van Druk Jong Thuksey

De Orde van Druk Jong Thuksey werd in 1967 door Z.M. Koning Jigme Dorji Wangchuck van Bhutan ingesteld. Deze ridderorde is de oudste van de twee Bhutaanse orden.